# Super Bowl X
Match précédent Match suivant
Le Super Bowl X a été l'ultime partie de la saison 1975 de football américain de la National Football League. Le match a eu lieu le 18 janvier 1976 dans le stade Miami Orange Bowl.

## Contexte et déroulement

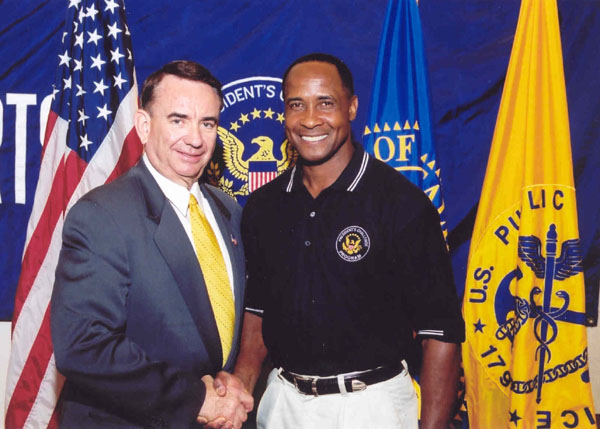
Lynn Swann, MVP du match.

Les champions de l'AFC, les Steelers de Pittsburgh ont rencontré les Cowboys de Dallas, première franchise de la NFC à l'issue de la saison régulière. C'est le second Super Bowl consécutif joué par les Steelers de Pittsburgh alors que les Cowboys ont déjà joué trois finales avec un titre lors du Super Bowl VI en 1971.
Au total, les Steelers n'ont aucune pénalité de sifflée contre eux alors que les Cowboys ne seront sanctionnés que deux fois. Ces derniers sont les premiers à inscrire des points dans la partie sur un touchdown de Drew Pearson à la suite d'une passe de Roger Staubach. Les Steelers répondent à la suite d'une courte passe de Terry Bradshaw à Randy Grossman.
Toni Fritsch apporte trois points de plus au cours du second quart pour les Cowboys. Aucune équipe ne marque de point dans le troisième quart-temps.
Dans le dernier quart, Reggie Harrison des Steelers contre un punt de Mitch Hoopes dans son en-but, ce qui donne un safety et donc deux points de plus pour Pittsburgh. L'équipe revient au score puis dépasse Dallas par l'intermédiaire de deux coups de pied de pénalité de Roy Gerela. Six points de plus sont ajoutés par Lynn Swann au terme d'une course de 64 yards. Percy Howard répond pour Dallas pour recoller à 21 à 17 mais finalement les Steelers vont s'imposer malgré une dernière tentative de Staubach à Percy Howard, alors dans l'en-but des Steelers. Glen Edwards va venir s'interposer pour la victoire de son équipe.
Avec 82 yards à la course, Franco Harris est le meilleur coureur de la finale, mais c'est Lynn Swann, wide receiver de l'équipe qui est élu MVP, ayant rattrapé un touchdown et capté pour 161 yards, ce qui constitue encore aujourd'hui un record du Super Bowl. L. C. Greenwood va réussir la performance de trois sacks.

## Score du match
| Score    | Q1 | Q2 | Q3 | Q4 | Total |
| -------- | -- | -- | -- | -- | ----- |
| Cowboys  | 7  | 3  | 0  | 7  | 17    |
| Steelers | 7  | 0  | 0  | 14 | 21    |